# Luis Lacasa
Luis Lacasa Navarro (Ribadesella, 1899 - Moscú, 1966) fue un arquitecto y urbanista español. Titulado por la Escuela de Arquitectura de Madrid en 1921, amplió estudios de urbanismo en Alemania pensionado por la JAE. Se le considera uno de los introductores del movimiento racionalista en España y enmarcado dentro de la llamada “Generación del 25”.

## Arquitecto racionalista

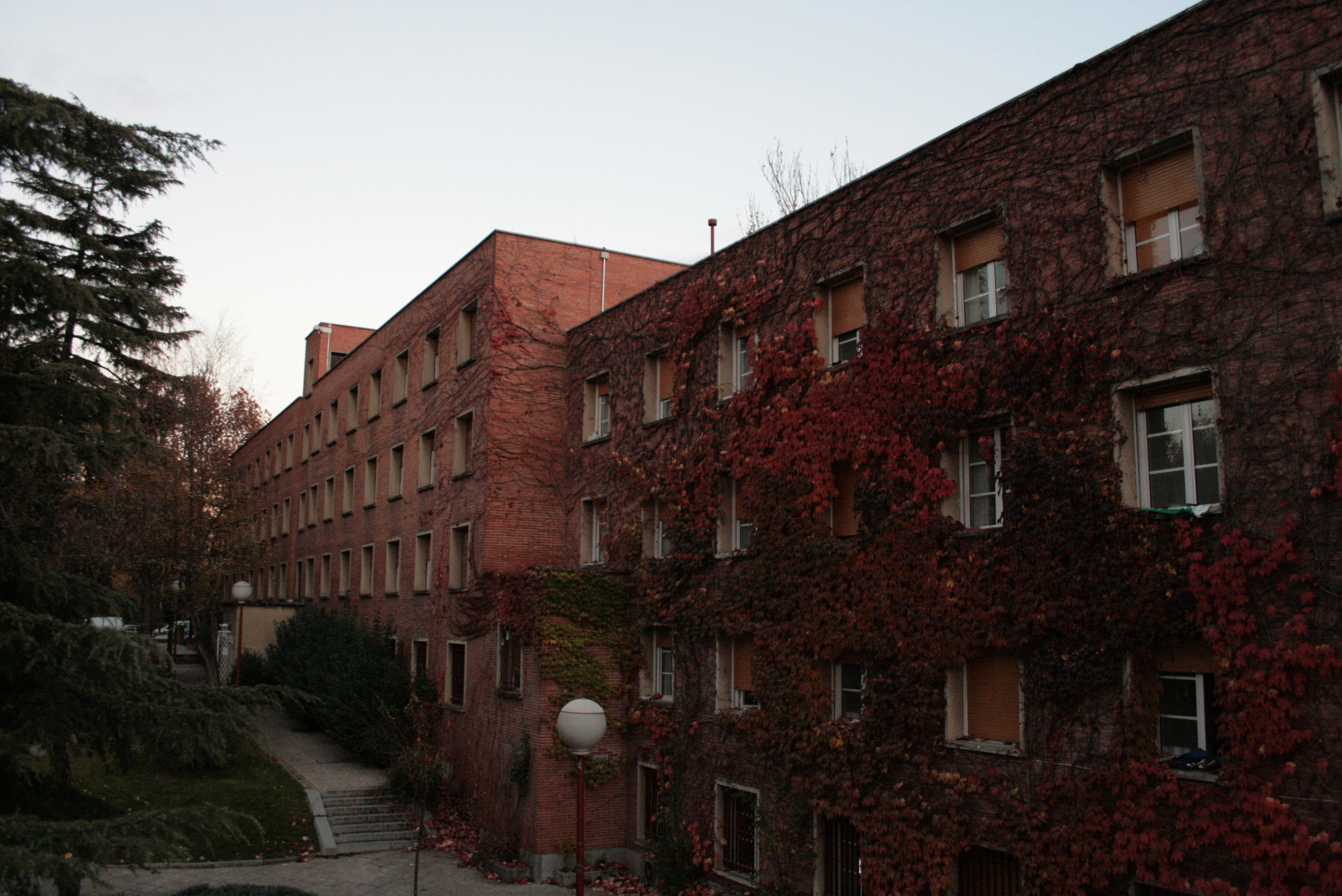
Colegio Mayor Antonio de Nebrija, proyecto original de Luis Lacasa.

Participó en diversos concursos y ganó entre otros: el convocado para erigir el Hospital Provincial de Toledo (1926-1931), y el concurso para construir el Instituto Nacional de Física y Química de la Junta para la Ampliación de Estudios e Investigaciones Científicas (JAE), financiado por la Fundación Rockefeller (El llamado "Edificio Rockefeller", 1927-1932), ambos junto a Manuel Sánchez Arcas.
En Residencia de Estudiantes se hizo amigo de Alberto Sánchez, de Federico García Lorca, de Luis Buñuel y de otros. Era cuñado de Alberto Sánchez, estando casados ambos con las hermanas Sancha, hijas de Francisco Sancha: Lacasa con Soledad y Alberto con Clara. Construyó el nuevo edificio para la Residencia de Estudiantes en la Ciudad Universitaria de Madrid (1928-1932), que después de la guerra civil se repartió entre los Colegios Mayores Ximénez de Cisneros y Antonio de Nebrija, y realizó, junto con Josep Lluís Sert, el Pabellón de España en la Exposición de París de 1937.

## Político
Cofundador el 11 de febrero de 1933 de la Asociación de Amigos de la Unión Soviética, creada en unos tiempos en que la izquierda sostenía un tono laudatorio en relación con los relatos sobre las conquistas y los problemas del socialismo en la URSS. Durante la Guerra civil española colaboró con el NKVD soviético y comandó una pequeña unidad dentro del Quinto Regimiento en 1936. En noviembre de ese mismo año aparece en una fotografía familiar junto a Alexander Orlov, jefe del NKVD en España celebrando el aniversario de la Revolución de Octubre. Según Borís Volodarsky, es posible que participase directamente en el asesinato de Andreu Nin en junio de 1937.
Antes de acabar el año 1937 se exilió en Moscú, donde vivió hasta su muerte. En 1942, Lacasa fue uno de los tres arquitectos sancionados por el Colegio de Arquitectos de Madrid (junto con Bernardo Giner de los Ríos y Manuel Sánchez Arcas) con la pena máxima de inhabilitación perpetua para el ejercicio público y privado de la profesión. Solamente volvió a España en un corto viaje en 1960.